# يوليوس بيرنشتاين
يوليوس بيرنشتاين (بالألمانية: Julius Bernstein)‏ هو عالم أعصاب ألماني، ولد في 18 ديسمبر 1839 في هاله في ألمانيا، وتوفي بنفس المكان في 6 فبراير 1917.

## وصلات خارجية
- يوليوس بيرنشتاين على موقع الموسوعة البريطانية (الإنجليزية)